# Ordinals dels reis d'Aragó

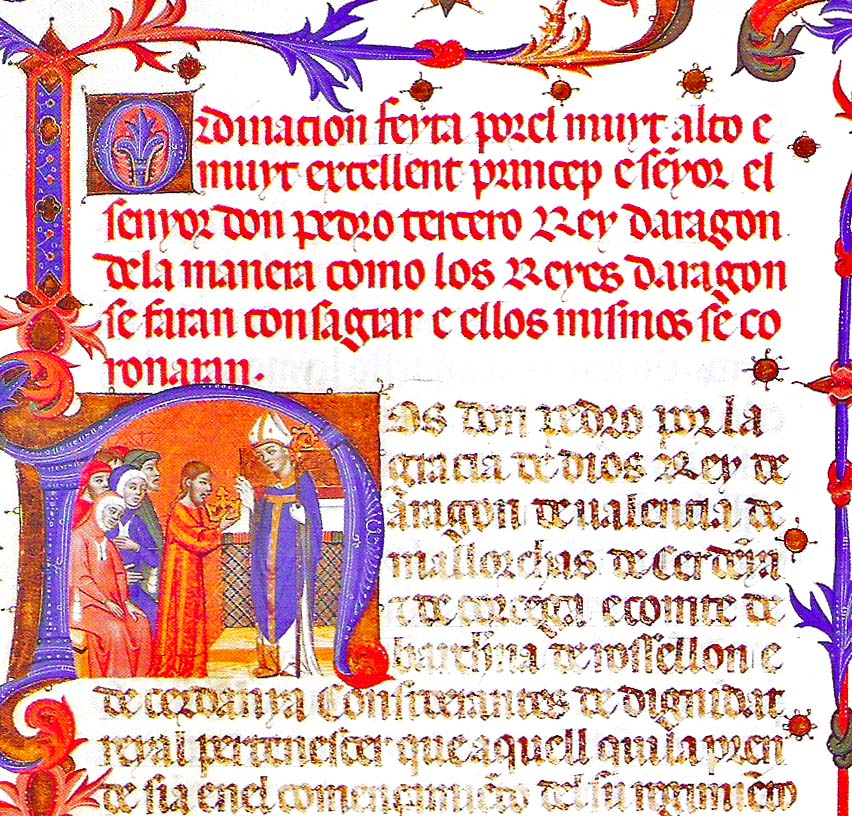
Íncipit i caplletra N de la Ordinació sobre el Ceremonial d'autocoronació dels reis d'Aragó, ordenada pel rei Pere el Cerimoniós, qui s'intitulà a si mateix Pere terç (en català) i Pedro tercero (en aragonès):
Manuscrit en aragonès: Ordinacion feyta por el muyt alto e muyt excellent princep e senyor el senyor don pedro tercero Rey daragon dela manera como los Reyes daragon se faran consagrar e ellos mismos se coronaran / Nos don pedro por la gracia de dios Rey de aragon, de valencia, de mallorchas, de cerdenya e de corcega, e comte de barchina, de rossellon e de cerdanya.
(Biblioteca del Museu Lázaro Galdiano, Madrid; ms. R.14.425)

Els ordinals del reis d'Aragó són els ordinals que empra la historiografia a fi de distingir entre sobirans homònims i ordenar cronològicament els reis d'Aragó.

## Ús d'ordinals en historiografia
Els ordinals escrits en xifres romanes són un recurs historiogràfic utilitzat per a distingir monarques i papes del mateix nom: així, es pot distingir entre els reis Lluís XII, Lluís XIII, Lluís XIV, i entre els papes Pius X, Pius XI, Pius XII, etc.
Inicialment els cronistes medievals es valgueren de sobrenoms a fi de diferenciar, caracteritzar, i àdhuc glorificar, a sobirans homònims. El sobrenom, que unes voltes recordava gestes memorables i d'altres trets tipificadors de la persona, oferia una perspectiva històrica general del sobirà en qüestió, o del resultat del seu govern. Així per exemple els cronistes castellans i lleonesos anteriors al segle xiii es valgueren de sobrenoms per a diferenciar a monarques homònims. La Estoria de España (segle xiii) suposà un canvi en aquesta pràctica i introduí l'ús de numerals per a distingir a reis del mateix nom, una pràctica que es generalitzà al segle xiv i que s'ha mantingut fins a l'actualitat.
La introducció de numerals venia a salvar i unificar els diversos i variats sobrenoms amb què habitualment es designava a un mateix sobirà, però tot i així en la historiografia de l'edat mitjana i de l'edat moderna fou habitual la disparitat de criteris a l'hora d'assignar ordinals als sobirans. Així, per exemple, a la Corona de Castella al llarg dels segles xiv, xv i xvi convisqueren fins a quatre formes diferents d'enumerar als monarques, en tal manera que Alfons X el Savi també apareix com a Alfons VI, Alfons IX, i Alfons XI; i de la mateixa manera els textos castellans citen Sanç VI, a Sanç VII i a Sanç IV per a referir-se al mateix rei. L'adopció d'una sèrie numèrica o una altra per part del cronista no era un fet intranscendent, sinó que cada solució responia a una interpretació ideològica a l'hora de projectar i concebre el paper de Castella en la història de la península Ibèrica. Per a reflectir aquestes interpretacions històriques sorgiran diverses sèries numèriques de reis castellans, algunes de les quals només comptaran als que foren únicament reis de Castella, mentre d'altres sèries inclouran també als reis asturians, i d'altres als reis lleonesos. La sèria numèrica que adoptà el rei Alfons el Savi incloïa a tots els seus antecessors com una baula en una ininterrompuda cadena que unia el Regne de Castella a l'antic Regne visigòtic de Toledo, mentre que per contra durant el segle xv els cronistes castellans interpretaren la pluralitat d'Espanya com un constant històrica, no com una situació temporal o fortuita, veient a Castella com un més dels regnes peninsulars.
Un cas paradigmàtic és el de Frederic II de Sicília, anomenat així per la major part de la historiografia per tractar-se del segon rei de Sicília de nom Frederic, però qui en ésser nomenat rei de Sicília es feu nomenar Frederic III amb la forma de titulació completa Fridericus tertius, Dei gratia rex Sicilie, ducatus Apulie et principatus Capue i en d'altres sense més indicació que Fridericus tertius Dei gracia Rex. El seu biògraf, Rafael Olivar Bertrand, exposa tres tesis que podrien explicar el numeral III que va prendre: la primera seria la de voler continuar la numeració de Frederic de Hohenstaufen, rei de Sicília, duc de Suàvia i emperador germànic. La segona serien les seves llunyanes però no infundades pretensions imperials; i la tercera seria perquè ell era el tercer sobirà de la dinastia catalana, de la mateixa manera que Jaume s'havia intitulat II, fins i tot en els documents relatius a l'illa.

## Ordinals històrics iniciats per Pere el Cerimoniós

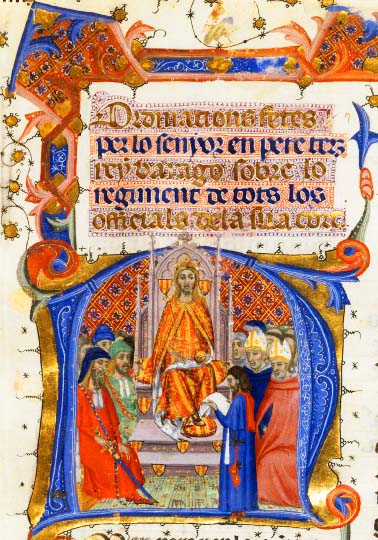
Caplletra N d'un manuscrit en català: Ordinacions fetes per lo senyor en pere terz rey d'aragó sobre lo regiment de tots los officials de la sua cort. Nos [...].
(BNF, ms. esp. 99, f.1)

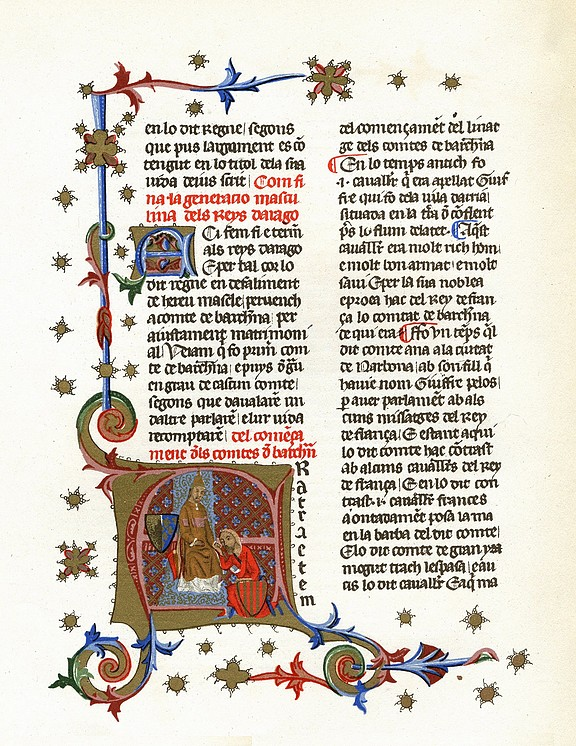
Cròniques dels reis d'Aragó e comtes de Barcelona, capítols XX i XXI:
«Com fina la generació masculina dels reis d'Aragó: Ací fem fi e terme als reis d'Aragó. E per tal com lo dit regne, en defalliment d'hereu mascle, pervenc a comte de Barcelona per ajustament matrimonial.
(ms. nº 17, f.24r)

En el cas dels reis d'Aragó, la primera numeració històrica existent fou la que adoptà el rei Pere el Cerimoniós; l'ordinal que el rei Pere adoptà per a si mateix fou el de Tercer, emprant la fórmula Pere terç rey d'Aragó, com a única numeració per tots els seus estats. El fet, però, és que abans del rei Pere el Cerimoniós ja havien estat reis d'Aragó Pere el d'Osca (1069-1104), Pere el Catòlic (1178-1213) i Pere el Gran (1240-1285), raó per la qual el rei Pere el Cerimoniós hauria hagut d'adoptar l'ordinal IV i no pas el III, ja que era el quart rei d'Aragó anomenat Pere. Documentada àmpliament l'afició a la història i a l'estudi dels seus avantspassats del rei Pere el Cerimoniós, els especialistes han proposat les seves teories per explicar l'ús de l'ordinal III basant-se en les següents proves:
1 Ús explícit de l'ordinal III a les Ordinacions de Pere el Cerimoniós (1344) emprant la fórmula «en Pere terç rey d'Aragó».
2 Ús explícit de l'ordinal III Llibre de les nativitats (c. 1373) emprant la fórmula «en Pere, per la gràcia de Déu, rei d'Aragó, terç».
3 Ús explícit de l'ordinal III als cànons de les taules astronòmiques del rei (1381) emprant la fórmula «dixit dominus Petrus Tercius nomine regum Aragonum».
4 Ús explícit de l'ordinal III quan Pere el Cerimoniós en regalar la seva biblioteca al monestir de Poblet, va ordenar que s'hi posés la inscripció següent: «aquesta és la libreria del rey en Pere III en diferència dels reys altres que han aquí nom Pere».
5 La sentència del rei Pere el Cerimoniós que apareix en les seves Ordinacions: «regne Darago lo qual regne es títol e nom nostre principal».
6 El capítol XXI de la Crònica de Sant Joan de la Penya redactada per Pere el Cerimoniós titulat: «com finà la generació masculina dels reis d'Aragó» i que explica que «ací fem fi e terme als reis d'Aragó. E per tal com lo dit regne, en defalliment d'hereu mascle, prevenc a comte de Barcelona per ajustament matrimonial».
7 El trasllat sepulcral de les restes de Ramon Berenguer II que ordenà Pere el Cerimoniós, on recordà que eren les restes de «l'excel·lentíssim i virtuosíssim príncep i senyor Ramon Berenguer vulgarment anomenat Cap d'Estopa, antiquíssim comte de Barcelona de l'estirp de la qual Nós per la Gràcia de Déu som descendent per ordre directe».
8 L'encàrrec que el rei Pere va fer al mestre estatuari Aloi d'esculpir les estàtues dels seus predecessors, comtes i reis del seu llinatge, per expossar-les al saló del Tinell del Palau reial de Barcelona, les quals havien d'ésser onze dels antics comtes de Barcelona i vuit dels comtes-reis d'Aragó.

### Tesi d'Armand de Fluvià: la sèrie comtal
L'heraldista Armand de Fluvià (1989 i 1995) afirma que d'aquestes proves se'n desprèn que el mateix sobirà tenia consciència plena de pertànyer, per línia agnatícia, al llinatge i a la dinastia dels comtes de Barcelona, i que pel matrimoni amb Peronella d'Aragó els comtes de Barcelona havien incorporat al seu llinatge la possessió del Regne d'Aragó. Basant-se en aquestes proves i assenyalant la crònica redactada a instàncies seves on s'explicita que «ací fem fi e terme als reis d'Aragó», conclou que un cop acabats els reis d'Aragó i extingit el llinatge pamplonès, el rei Pere el Cerimoniós consideraria que tots els sobirans que seguiren eren comtes de Barcelona; és a dir, que el Cerimoniós s'intitulà Tercer per ser aquest l'ordinal que li corresponia com a comte de Barcelona.

### Tesi de Montaner Frutos: el llinatge
Per contra l'heraldista Alberto Montaner Frutos (1994 i 1995) assenyala que basant-se en aquestes proves la conclusió que se n'ha d'extreure no és que se segueixi la sèrie comtal, perquè l'expressió Pere Terç Rey d'Aragó deixa clar que es refereix a la dignitat reial aragonesa, sinó que Pere el Cerimoniós només comptava als reis d'Aragó de la que ell considerava la seva dinastia, la que per línia agnatícia corresponia al llinatge barceloní.

### Ús dels ordinals del Casal d'Aragó
Establert per Pere III el Cerimoniós l'ordinal del Casal d'Aragó, aquesta numeració fou l'emprada pels funcionaris i arxivers del casal d'Aragó amb la següent numeració:
- 1162-1196: Alfons I el Cast o el Trobador
- 1196-1213: Pere I el Catòlic
- 1213-1276: Jaume I el Conqueridor
- 1276-1285: Pere II el Gran
- 1285-1291: Alfons II el Franc o el Liberal
- 1291-1327: Jaume II el Just
- 1327-1336: Alfons III el Benigne
- 1336-1387: Pere III el Cerimoniós o el del Punyalet
- 1387-1396: Joan I el Caçador, el Descurat o l'Amador de la Gentilesa
- 1396-1410: Martí I l'Humà o l'Eclesiàstic

Més tard, durant la guerra civil catalana del segle xv, l'aspirant al tron de la Corona d'Aragó Pere el Conestable de Portugal s'autodenominà Pere IV en lloc de Pere V, que és l'ordinal que li corresponia com a rei d'Aragó.

## Ordinals com a sobirans d'Aragó

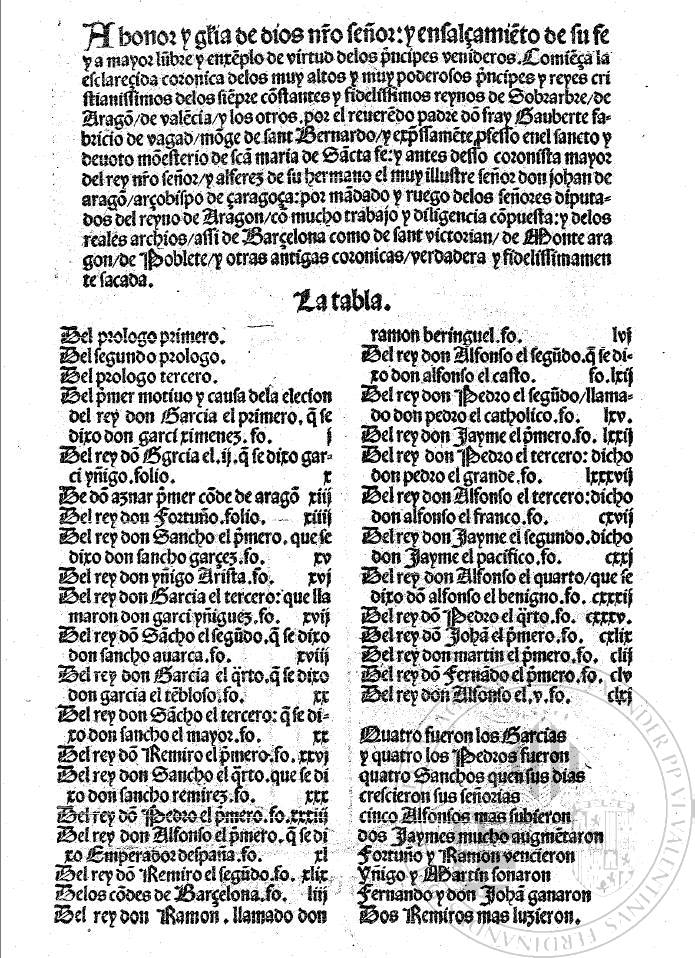
Índex de Crónica de Aragón (1499), obra de Gualberto Fabricio de Vagad en la que els sobirans de la Corona d'Aragó estan numerats amb l'ordinal del regne Sobrarbe presentant-los d'aquesta manera en un baula ininterrompuda que els unia amb el mític regne de Sobrarbe:
- García I
- Garcia II
- Aznar I
- Sancho I
- Iñigo Arista
- Garcia III
- Sancho II
- Garcia IV
- Sancho III
- Ramiro I
- Sancho IV
- Pedro I
- Alfonso I
- Ramiro II
- Alfonso II (Alfons el Cast)
- Pedro II (Pere el Catòlic)
- Jayme I (Jaume el Conqueridor)
- Pedro III (Pere el Gran)
- Alfonso III (Alfons el Franc)
- Jayme II (Jaume el Pacífic)
- Alfonso IV (Alfons el Benigne)
- Pedro IV (Pere el Cerimoniós)
- Johan I (Joan el Caçador)
- Martin I (Martí l'Humà)
- Fernando I (Ferran d'Antequera)
- Alfonso V (Alfons el Magnànim)

Per bé que el 1866 Àlvaro Campaner y Fuertes assenyalà a l'historiador aragonès Jerónimo Zurita com a introductor de la numeració seguint la llista dels reis d'Aragó, tal com també assenyalen l'heraldista Armand de Fluvià i la historiadora Eulàlia Duran, la segona numeració dels sobirans de la Corona d'Aragó fou obra de Gualberto Fabricio de Vagad, qui en la seva Crónica de Aragón impresa a Saragossa el 1499 els atorgà l'ordinal segons el Regne de Sobrarbe. Vagad, un monjo benedictí que havia estat nomenat el 1466 cronista oficial de Ferran el Catòlic i el 1495 cronista oficial del Regne d'Aragó, fou requerit pels diputats de la Generalitat aragonesa i li demanren la redacció d'una crònica a fi de «procuar la honra: fama y gloria; y publico beneficio del reyno». Per a l'elaboració de l'obra consultà els arxius reials de Sant Victorià, de Barcelona, de Montaragó i de Poblet, així com diverses cròniques medievals catalanes; els historiadors dels segles posteriors però criticaren l'obra durament per la seva manca d'objectivitat. L'historiador Carmelo Lison Tolosana, estudiós de l'obra de Vagad, matisa que allò que pretenia demostrar amb la inclusió de relats llegendaris sense rerefons històric com ara la Llegenda de Guifré el Pilós o la Llegenda dels furs del regne de Sobrarb és que els furs, les llibertats, i les institucions de la Corona d'Aragó provenien d'un temps immemorial originat en el Regne de Sobrarb; en definitiva, els constitucionalistes aragonesos bastiren tot un corpus historiogràfic i icònic a fi de legitimar els seus arguments en defensa dels furs davant les tesis cesaristes. En aquesta obra els reis es presenten numerats amb l'ordinal segons el Regne de Sobrarb, enllaçant d'aquesta manera als mítics i llegendaris reis d'aquell regne fins a enllaçar amb Alfons el Magnànim, avi de Ferran el Catòlic.
Les faules mítiques sobre el regne de Sobrarbe foren descartades pel següent cronista oficial del Regne d'Aragó, Jerónimo Zurita y Castro, qui en la seva obra Anales de la Corona de Aragón (1562-1580) creà la tercera numeració dels reis segons l'ordinal que els corresponia com reis d'Aragó, numeració que fou seguida pel també cronista del Regne d'Aragó Jerónimo de Blancas y Tomás en l'obra Aragonensium rerum commentarii (1588). D'aquesta manera s'inclouen en el còmput d'ordinals tots els reis d'Aragó, inclosos els anteriors a la unió dinàstica amb els comtes de Barcelona, de manera que queden enumerats de la següent manera:
- 1035-1063: Ramir I d'Aragó
- 1063-1094: Sanç I d'Aragó
- 1094-1104: Pere I d'Aragó
- 1104-1134: Alfons I d'Aragó
- 1134-1137: Ramir II d'Aragó
- 1137-1162: Peronella d'Aragó
- Unió dinàstica amb els comtes de Barcelona

- 1162-1196: Alfons II d'Aragó el Cast o el Trobador
- 1196-1213: Pere II d'Aragó el Catòlic
- 1213-1276: Jaume I d'Aragó el Conqueridor
- 1276-1285: Pere III d'Aragó el Gran
- 1285-1291: Alfons III d'Aragó el Franc o el Liberal
- 1291-1327: Jaume II d'Aragó el Just
- 1327-1336: Alfons IV d'Aragó el Benigne
- 1336-1387: Pere IV d'Aragó el Cerimoniós o el del Punyalet
- 1387-1396: Joan I d'Aragó el Caçador o el Descurat o l'Amador de la Gentilesa
- 1396-1410: Martí I d'Aragó l'Humà o l'Eclesiàstic

- Compromís de Casp

- 1412-1416: Ferran I d'Aragó el d'Antequera
- 1416-1458: Alfons V d'Aragó el Magnànim
- 1458-1479: Joan II d'Aragó el sense Fe
- 1479-1516: Ferran II d'Aragó el Catòlic

- Unió dinàstica amb els reis de Castella

## Ordinals com a sobirans de Catalunya

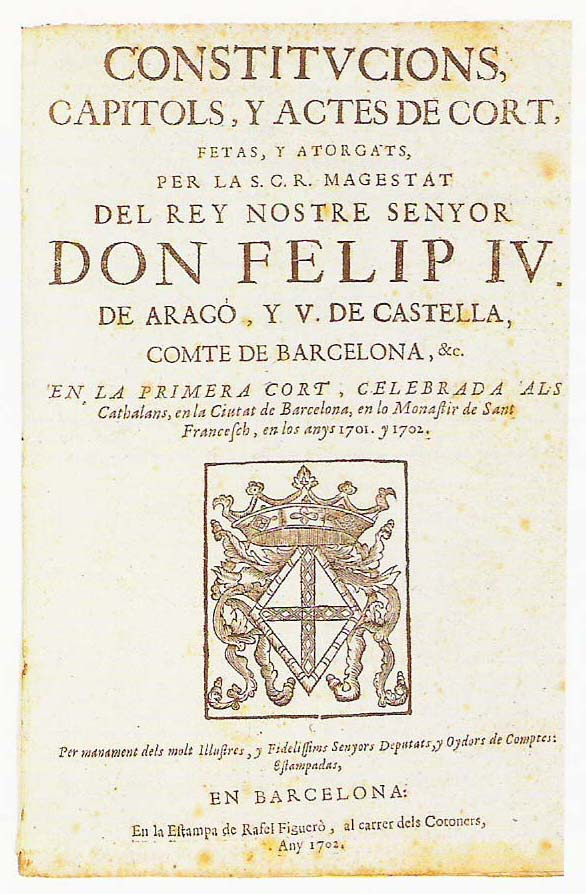
«Constitucions, Capítols, y Actes de Cort, fetas y atorgats per la S.C.R Magestat del Rey nostre senyor, Don Felip IV de Aragó, y V de Castella, Comte de Barcelona, &c.»
Portada de les Constitucions catalanes aprovades en les Corts de 1701-1702.

Seguint la seva tesi, l'heraldista Armand de Fluvià proposà designar els reis d'Aragó posteriors a la unió dinàstica, amb l'ordinal que els correspondria comptant-los pel comtat de Barcelona, ja que aquest fou el títol que ostentaren com a sobirans de Catalunya. Armand de Fluvià admet, però, que existeix un problema a l'hora d'escollir el nom de país que caldria utilitzar després del numeral, tot recordant que en funció del títol el determinatiu que caldria usar és el de «de Barcelona»; tot i així assenyala que per la realitat del país caldria usar «de Catalunya», mentre que l'ús tradicional fou el de «d'Aragó». En virtut d'això exposat es mostra favorable a innovació creada per Max Cahner, director de l'Enciclopèdia Catalana, d'emprar la fórmula «de Catalunya-Aragó». En favor d'aquesta innovació argumenta que la fórmula «de Catalunya-Aragó» respondria a la realitat històrica i del territori, i que d'aquesta manera s'obviaria la confusió que origina l'ordinal quan difereix del privatiu d'Aragó. Per contra, constata que aquesta innovació molesta als aragonesos i que és una qüestió oberta. Seguint la proposta d'Armand de Fluvià plasmada en l'Enciclopèdia Catalana, els reis d'Aragó posteriors a la unió dinàstica queden numerats amb els següents ordinals i el determinant «de Catalunya-Aragó»:
- 1035-1063: Ramir I d'Aragó
- 1063-1094: Sanç I d'Aragó
- 1094-1104: Pere I d'Aragó
- 1104-1134: Alfons I d'Aragó
- 1134-1137: Ramir II d'Aragó
- 1137-1162: Peronella d'Aragó

- Unió dinàstica amb els comtes de Barcelona

- 1162-1196: Alfons I de Catalunya-Aragó el Cast o el Trobador
- 1196-1213: Pere I de Catalunya-Aragó el Catòlic
- 1213-1276: Jaume I de Catalunya-Aragó el Conqueridor
- 1276-1285: Pere II de Catalunya-Aragó el Gran
- 1285-1291: Alfons II de Catalunya-Aragó el Franc o el Liberal
- 1291-1327: Jaume II de Catalunya-Aragó el Just
- 1327-1336: Alfons III de Catalunya-Aragó el Benigne
- 1336-1387: Pere III de Catalunya-Aragó el Cerimoniós o el del Punyalet
- 1387-1396: Joan I de Catalunya-Aragó el Caçador o el Descurat o l'Amador de la Gentilesa
- 1396-1410: Martí I de Catalunya-Aragó l'Humà o l'Eclesiàstic

- Compromís de Casp

- 1412-1416: Ferran I de Catalunya-Aragó el d'Antequera
- 1416-1458: Alfons IV de Catalunya-Aragó el Magnànim
- 1458-1479: Joan II de Catalunya-Aragó el sense Fe
- 1479-1516: Ferran II de Catalunya-Aragó el Catòlic

- Unió dinàstica amb els reis de Castella

Pel que fa a valencians, mallorquins, rossellonesos i cerdans, Armand de Fluvià els suggereix que o bé han de desenvolupar una numeració particular comptant pels seus regnes (Regne de València, Regne de Mallorca i comtats de Rosselló i Cerdanya: Jaume I de València, Pere I de València, Jaume II de València, etc.) o bé considerar-se nacionalment catalans i seguir la numeració de Catalunya; altrament Fluvià assenyala que no té cap sentit que anomenin els reis d'Aragó per l'ordinal que els correspon com a reis d'Aragó.

## Sistemes d'ordinals en la historiografia actual
En la historiografia actual hi ha dualitat de criteris. Alguns historiadors numeren als sobirans homònims per l'ordinal que li correspon seguint la numeració per regne inventada al segle XVI; així per exemple, aquell qui fou el quart rei d'Aragó, del Regne d'Aragó, de nom Pere, rep la denominació Pere IV d'Aragó el Cerimoniós, per bé que d'altres historiadors s'estimen més respectar l'ordinal que ell mateix va escollir per a si i la seva dinastia: Pere III el Cerimoniós.

### Sistemes i fórmules de consens
Davant d'aquesta dualitat de criteris, i a fi d'evitar confusions, és també una pràctica habitual entre els historiadors designar els sobirans pel nom i el sobrenom, anomenant-lo Pere el Cerimoniós, sense l'ordinal, pràctica que aconsella el filòleg Joan Armangué i Herrero: «més val, doncs, que del bon rei del Punyalet en diguem el Cerimoniós i que ens referim a tots els nostres reis fent ús de l'apel·latiu, d'acord amb una sàvia tradició i amb el seny catalanoaragonès». Aquesta mateixa pràctica fou l'aconsellada pel també filòleg i president de l'Institut d'Estudis Catalans Ramon Aramon i Serra: «en les referències als comtes-reis de Barcelona-Arago (n. 40) cal decididament usar, sempre que es pugui, per a evitar confusions, el sobrenom unit al nom». Altres fórmules de consens són les que han seguit els directors de l'Arxiu de la Corona d'Aragó; el director Carlos López Rodríguez reserva la pràctica d'usar el sobrenom només als reis que es presten a confusió –els que tingueren per nom Pere o Alfons– de manera que utilitza l'ordinal quan parla de Jaume II o Joan I, però utilitza el sobrenom quan es refereix a Alfons el Benigne o Pere el Cerimoniós. Una altra fórmula de consens és la de l'antic director de l'Arxiu, l'aragonès Rafael Conde y Delgado de Molina, qui utilitzava un sistema de dobles ordinals combinat amb el sobrenom, de manera que pels sobirans que es presten a confusió emprava la fórmula Pere I-II el Catòlic, Pere II-III el Gran, o Alfons II-III el Liberal.